# Karl Spieß (Fotograf)

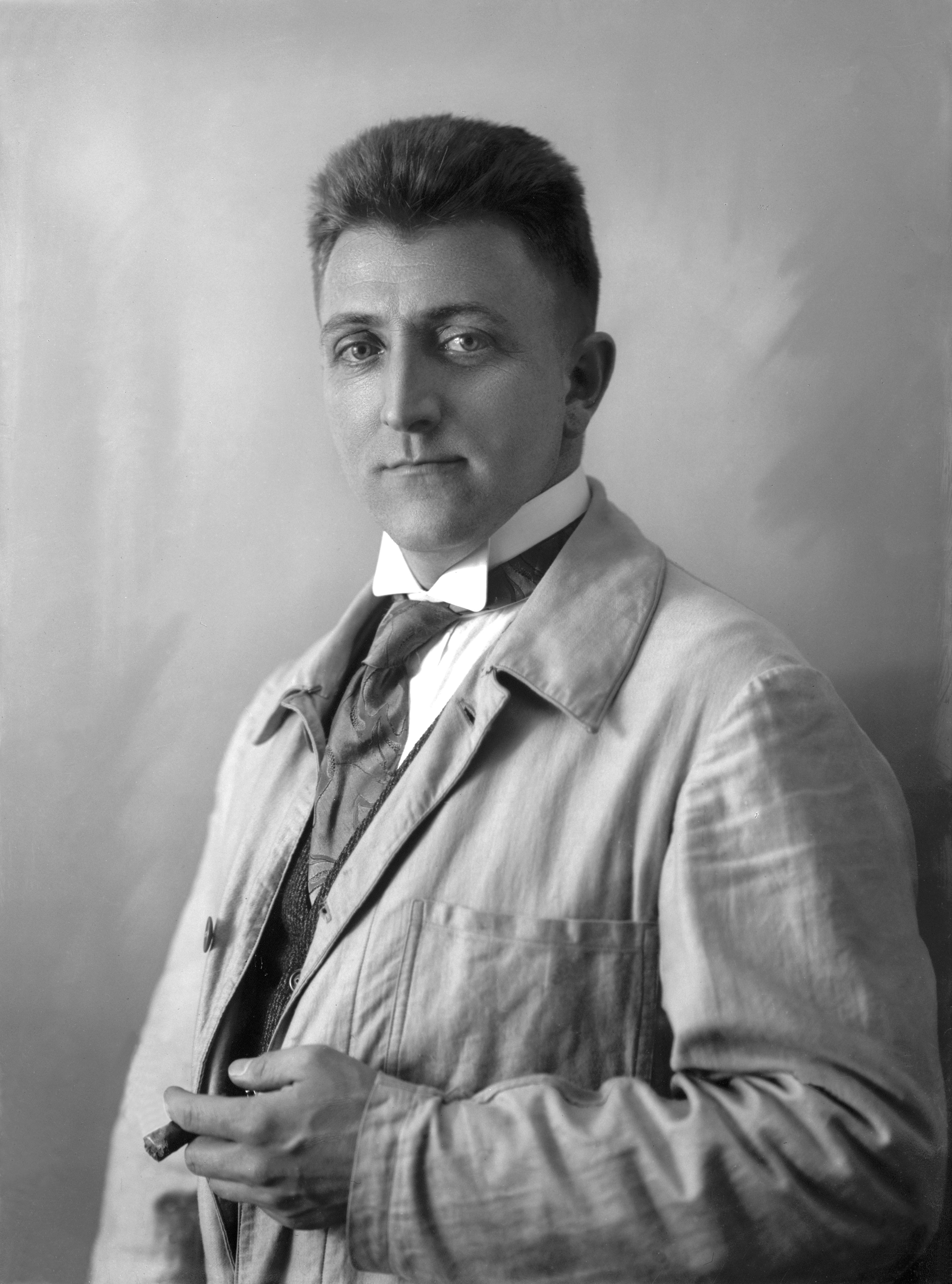
Karl Spieß, Selbstporträt, um 1925

Karl Spieß (* 16. August 1891 in Hartha; † 22. November 1945 im Speziallager Jamlitz) war ein deutscher Fotograf.

## Leben
Karl Spieß wurde als einziges Kind eines Harthaer Fotografen geboren. Eigentlich wollte der musikalisch begabte Junge, er spielte Klavier und Violine, Musiker werden. Auch Bildender Künstler wäre für ihn eine Option gewesen, da er ausgezeichnet zeichnete und eine private Zeichenschule in Leipzig besuchte. Der schlechte Gesundheitszustand seines Vaters zwang ihn, eine Lehre als Fotograf anzutreten.
1914 nahm er am Ersten Weltkrieg teil, wurde aber schon im September mit einem Brustdurchschuss lebensgefährlich verwundet. Er überlebte, geriet in Kriegsgefangenschaft und wurde im Dezember 1916 wegen seines Herzleidens zur Hospitalisierung in die Schweiz verbracht. Anfang Mai 1918 wurde er nach Deutschland zurückgeholt. In der französischen Gefangenschaft zeichnete er viel. In der Schweiz bildete er sich als Fotograf weiter und machte seinen Meisterabschluss.
Zurückgekehrt in seine Heimatstadt Hartha übernahm er das Atelier seines inzwischen verstorbenen Vaters, baute einen neuen Betrieb mit modernster Ausstattung auf und entwickelte sich schnell zu einer herausragenden Fotografenpersönlichkeit. Spieß war mit Künstlern bis hin nach Dresden, Leipzig und Chemnitz befreundet.
In der Weimarer Republik wurde Spieß in einer Organisation für deutsche Kriegsversehrte aktiv und trat in dieser Funktion 1933 der NSDAP bei. 1934 bat er um Entbindung aus NSDAP-Funktionen und legte seine nebenberufliche Tätigkeit als Amtswalter des Kriegsopferamtes im Februar 1935 nieder. Er hörte heimlich den „Feindsender“ der BBC.
Der sowjetischen Geheimdienst NKWD (Volkskommissariat für innere Angelegenheiten/Innenministerium der UdSSR) verhaftete Spieß am 27. Juni 1945 und verbrachte ihn in ein sowjetisches Speziallager. Er kam über Döbeln und Dresden ins Lager nach Frankfurt/Oder und nach dessen Auflösung nach Jamlitz ins Lager Nr. 6. Die Stätte Jamlitz überlebte Spieß nicht. Trotz Unterstützungsgesuche seiner Frau Maria kam er nicht frei. Sein Betrieb und sein Vermögen wurden enteignet, später wegen „geringfügiger nationalsozialistischer Belastung“ wieder zurückgegeben. Es gab keine juristische Überprüfung der Schuldvorwürfe. Es gibt kein Grab von Karl Spieß. Seine Frau Maria erhielt von amtlicher Seite nie eine Todesnachricht. Sie wusste auch nicht, wo ihr Mann hingekommen war. Sie emigrierte 1954 nach Kanada und starb dort 1982.
Karl Spieß hatte zwei Söhne, der erste fiel im Zweiten Weltkrieg. Der zweite Sohn, Fritz Spiess (1925–1998), wanderte 1951 nach Kanada aus und wurde einer der bedeutendsten Kameramänner des Landes.

## Werk
Die Fotografien von Spieß sind im Stil der Neuen Sachlichkeit zu verorten. Von der handwerklich-fotografischen Herangehensweise ist er mit August Sander vergleichbar, allerdings ohne dessen systematische, typologisierende Herangehensweise.
Teile seines Werkes befinden sich in der Galerie von Stephen Bulger in Toronto in Kanada. Die Galerie stellte im Mai 2018 Bilder von Karl Spieß in einer Ausstellung zu ihm aus. Die etwa 250 von Dietmar Riemann geretteten Glasplatten-Negative wurden 2018 vom Canadischen Photographischen Institut (CPI) der Nationalgalerie von Kanada in ihren Bestad in Ottawa übernommen. Ein Bild von Karl Spieß erscheint 2018 im Katalog-Buch "The Extended Moment" des CPI auf einer Seite zusammen mit einer Fotografie von August Sander.